# Nedde
 Nedde  (en occitano Neda) es una población y comuna francesa, situada en la región de Lemosín, departamento de Alto Vienne, en el distrito de Limoges y cantón de Eymoutiers.

## Demografía
| 953 | 811 | 703 | 665 | 584 | 559 | 531 |
| Para los censos de 1962 a 1999 la población legal corresponde a la población sin duplicidades (Fuente: INSEE [Consultar]) |     |     |     |     |     |     |